# 雪上車

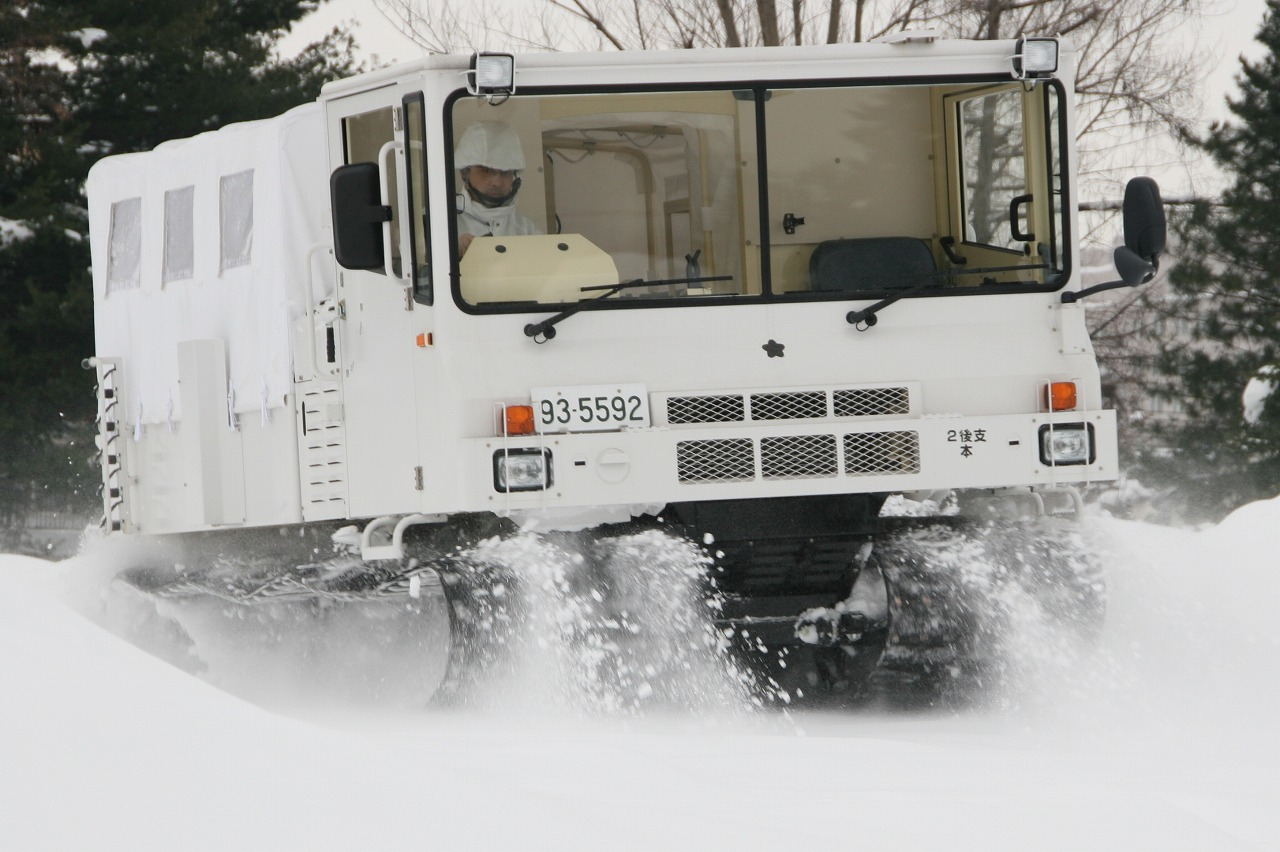
陸上自衛隊の10式雪上車（大原鉄工所製）

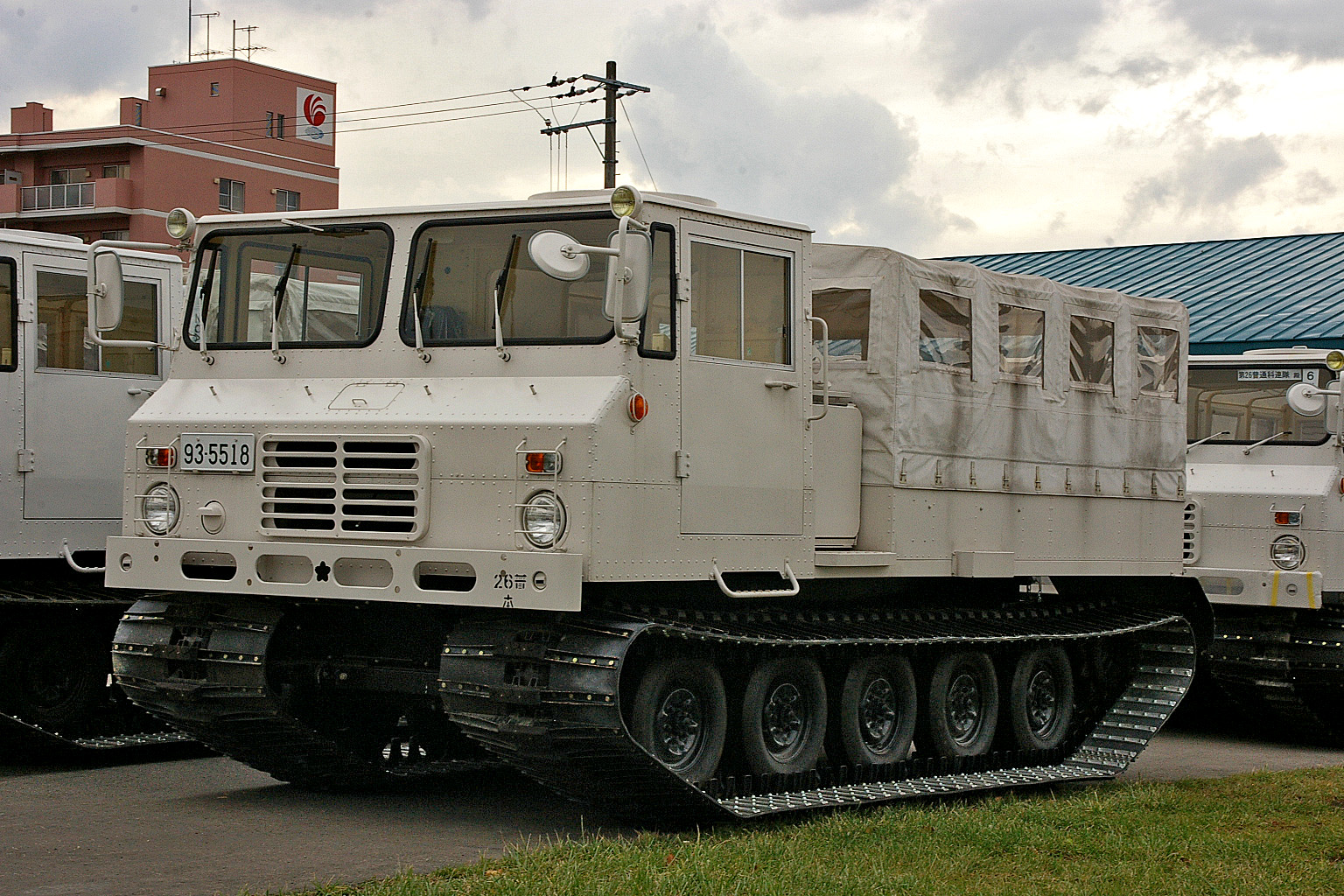
陸上自衛隊の78式雪上車（大原鉄工所製）

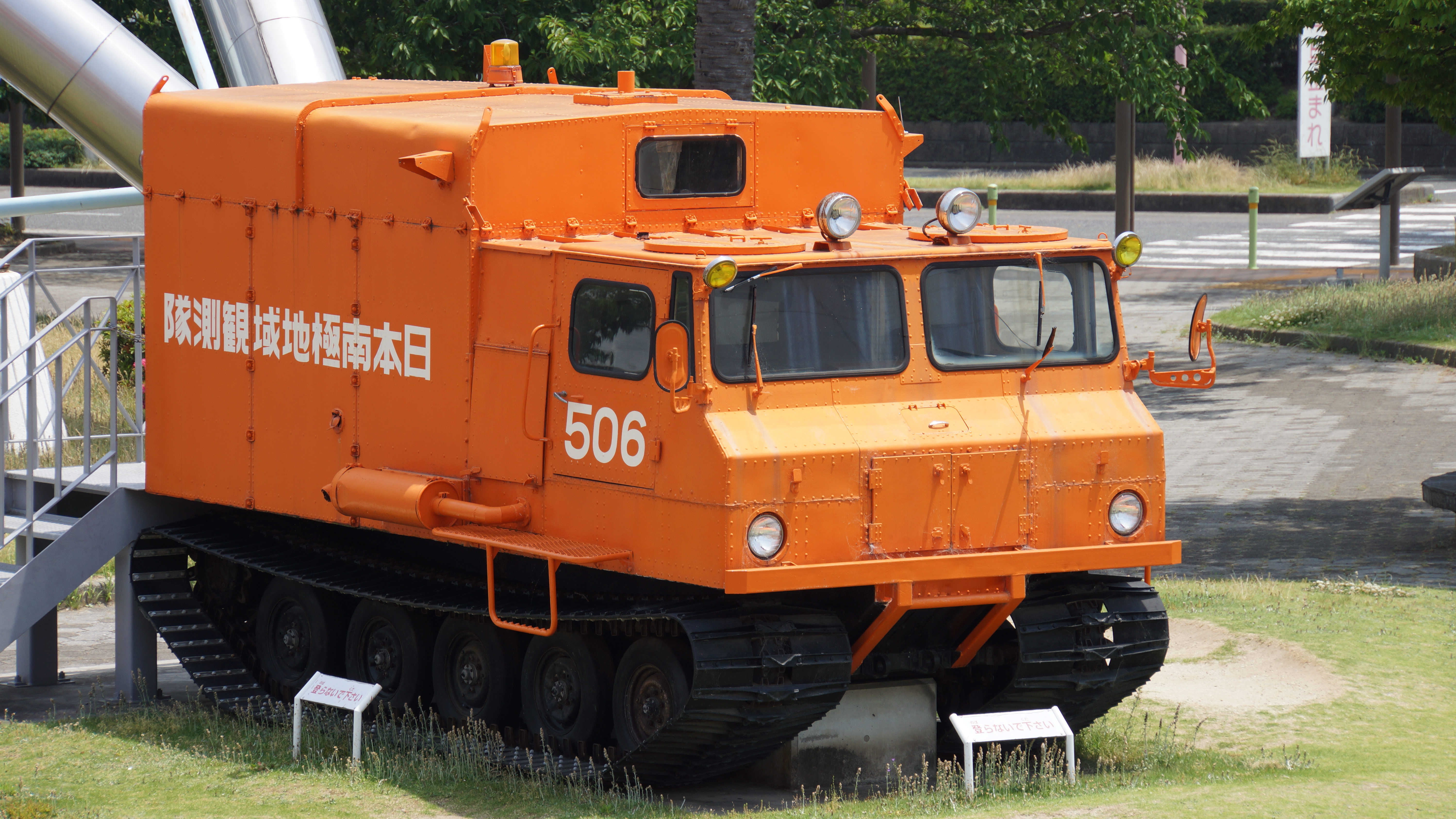
南極観測用雪上車 SM50S（大原鉄工所製）

雪上車（せつじょうしゃ、英: snowcat）は、無限軌道を装着して雪上もしくは氷上を走行する自動車。積雪地における人員や物資の輸送に用いられる。また、不整地を通ることもできるため、多用途で使用できる。

## 特徴
雪上車は軟らかい積雪上の走行性能、また、山岳地での登坂・旋回などの運動性も要求される。積雪に沈下しないことが性能上最重要課題で、接地圧力は0.12kg/cm2以下にしなければ走行不能に陥る。そのため、スキー場用雪上車は履帯幅を非常に広くして接地圧を軽減している。材料は軽量で高強度、加えて低温に適応する部材が使用されるため、高価格となる。スキー場以外にも積雪の多い地域では、テレビ・ラジオの送信所・中継局の保守点検や、局舎の除雪に向かう際、局が所有する雪上車が用いられる。

## 形式
雪上車には車輪方式と履帯方式があり、履帯方式は車輪の代わりに無限軌道を取り付けたものである。履帯方式は車輪方式に比べると回転抵抗が大きくなる、構造が複雑化する、騒音が大きいといった欠点がある。しかし、雪上等の不整地では履帯方式のほうが圧倒的に機動力に優れており雪上車等の不整地通過車両には履帯方式が多く用いられている。
雪上車には雪上車として製造されるもののほか、市販の自動車などの駆動輪を小型の無限軌道装置（クローラ）に履き替える形式のものもあるが、後者は前者に比して雪上性能に劣る。
なお、日本国内で使用される雪上車は、車両のサイズや機能により、大型特殊自動車（9ナンバー)、普通自動車、小型特殊自動車に分けられており、それぞれに対応する運転免許が必要となる。

## 歴史

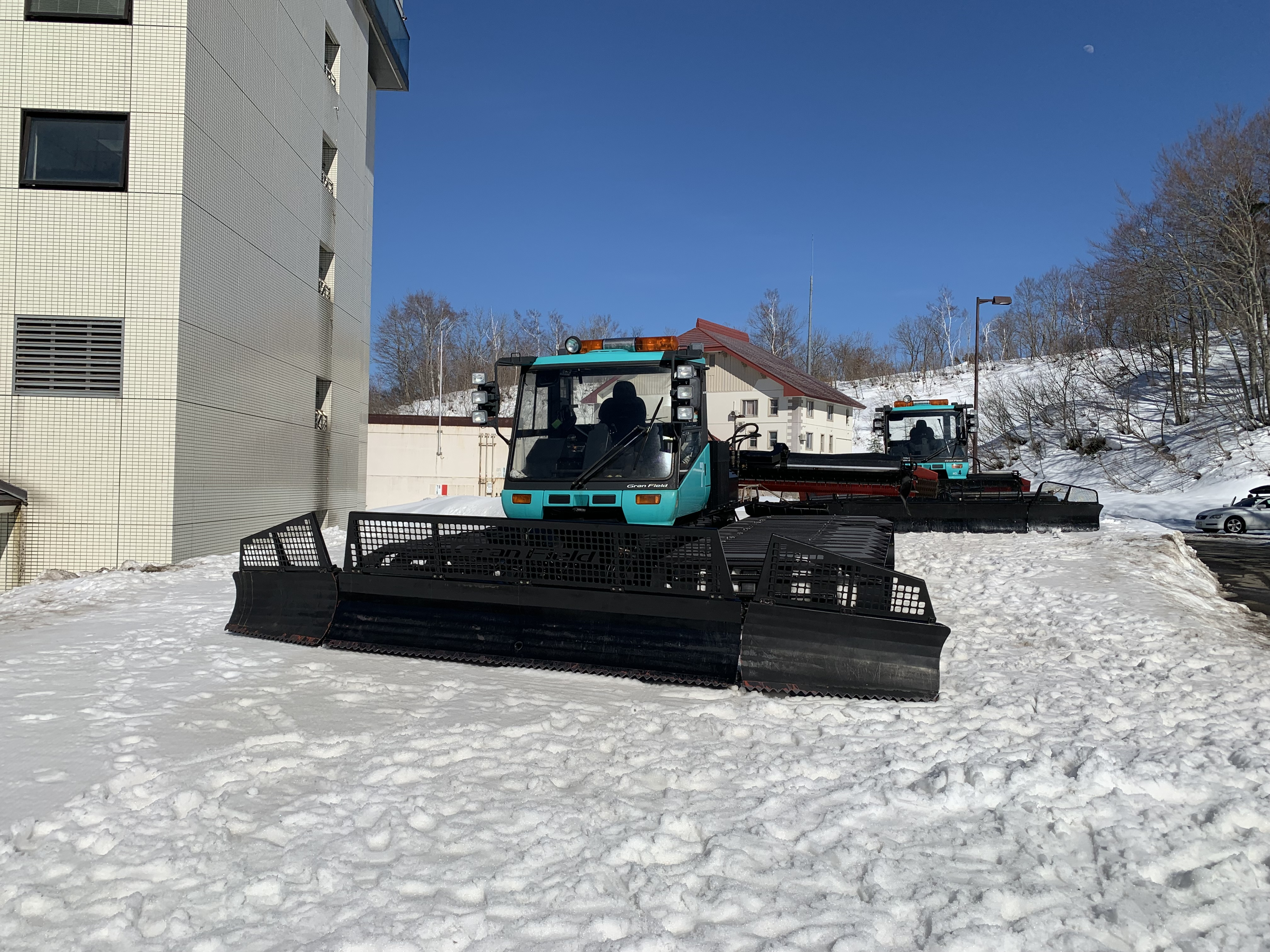
ニュー・グリーンピア津南スキー場のゲレンデ整備車

20世紀に入ると機械文明の発達により農耕作業などのため不整地の通過が試みられるようになったが車輪の代わりに履帯が用いられる様になるにはかなりの時間を要した。
南極点初踏破を目指していたロバート・スコットは、貨物運搬のために雪上車を特注し、1910年に履帯式のトラックが開発された。エンジンで駆動するそりのようなものであったが、出発後すぐにエンジンが壊れて動かなくなってしまった。スコットが特注した雪上車は南極では使い物にならなかったが、キャタピラ技術は第一次世界大戦でのイギリスの装軌式戦車の開発に影響を与えたともいわれている。
ロシアでは、1914年から1915年にかけて不整地通過車が開発されたが、これは冬期でも優れた走行性能を発揮した。
日本では、1927年（昭和2年）に米国から輸入された前輪そり、後輪が履帯の雪上車が妙高温泉で最初に使われた。日本での雪上車の研究開発は第二次世界大戦後に活発になった。主要なものでは、1951年（昭和26年）に江別市の消防署の依頼により山崎製作所が冬期に換装する消防雪上自動車を製作。また同年、歌志内市の依頼により田井自動車工業と市消防団の共同研究により日本初の雪上専用消防車が開発された。同じく1951年には新潟県の雪上車製造の依頼を大原鉄工所が受注し米軍の水陸両用車両キャリアカーゴM29Cウィーゼルを原型として日本初の雪上専用全装軌式雪上自動車「ふぶき1号」を開発した。
その後、「ふぶき5号」まで開発した大原鉄工所に続き、小松製作所も雪上車開発を手がけ、1953年（昭和28年）に「KC-20」を発表、1965年（昭和40年）まで改良を加えつつ使用され、南極観測任務にも低温性能に改良を加えたものが使用された。しかし、材料も性能も南極の環境条件に対しては不足で、極点までの往復調査観測には使用できず、このため1965年（昭和40年）に「KD60」型雪上車が開発された。
この頃から雪上車は2極化し、スキーブームによるゲレンデ整備雪上車と多目的雪上車とに分化して発展した。多目的雪上車の一例が、南極観測隊で使用されている「SM100S」シリーズで車両重量は11トン、稼動時マイナス60℃、未稼動時マイナス90℃の耐寒性能を持ち、3,800mの高地で使用可能、最大牽引は約21トンと世界的にも特筆される性能の雪上車である。現在日本で製造販売されている雪上車は、ゲレンデ整備用雪上車（圧雪車）、多目的雪上車、タイヤとクローラが脱着可能な雪上車、スノーモービルなどである。
近年は全輪駆動自動車の駆動部分をゴムクローラーに改造したものが登場しており、業務からレジャー用まで多彩に存在している。
現在日本には雪上車による人員物資輸送の専門会社が存在する。

## 製造メーカー
- 大原鉄工所
- 新潟鐵工所
- NICHIJO
- ボンバルディア→ボンバルディア・レクリエーショナルプロダクツ
- ノースウエスト
- プリノート（ライトナー・グループ）
- ケースボーラー（ピステンブーリーのブランド）- 世界シェア第一位のメーカーとなり、プリノートと市場を二分する
- ヤマハ発動機
- SMI
- 株式会社リキシャマン[6]
- 株式会社諸岡

## 機械遺産
1968年の第9次観測隊による南極点往復探検調査に使われた雪上車4台のうち白瀬南極探検隊記念館所蔵の雪上車「KD605」及び国立極地研究所所蔵の雪上車「KD604」が2014年7月に日本機械学会によって機械遺産に認定された。